# وسام القادسية
من الاوسمة العراقية التي صدرت ابان فترة حكم حزب البعث في العراق وفترة الحرب العراقية الإيرانية 1980-1988 ولقد منح للقادة والضباط والمراتب المشاركين في هذه الحرب علئ الجانب العراقي وللوسام ثلاث درجات الاولئ والثانية والثالثة 
التي قادها صدام حسين